# Casar de Palomero (kommunhuvudort)
Casar de Palomero är en kommunhuvudort i Spanien.   Den ligger i provinsen Provincia de Cáceres och regionen Extremadura, i den centrala delen av landet, 220 km väster om huvudstaden Madrid. Casar de Palomero ligger 525 meter över havet och antalet invånare är 1 267.
Terrängen runt Casar de Palomero är kuperad.Runt Casar de Palomero är det glesbefolkat, med 19 invånare per kvadratkilometer. Närmaste större samhälle är Zarza de Granadilla, 18,8 km öster om Casar de Palomero. 